# Пол Грос
Пол Грос (на английски: Paul Michael Gross) е канадски актьор, сценарист и режисьор. Известен е с ролята на конен полицай Бентън Фрейзър в телевизионния сериал „Направление Юг“, излъчван и в България.

## Кариера
Завършва актьорско майсторство в Университета на Албърта в Едмънтън и започва да играе в театъра. През 1985 дебютира и в първия си филм Turning to Stone.
Световна известност му носи участието в полицейския сериал „Направление Юг“ (1994-1999), от който се заснемат четири сезона. В последните два сезона, освен актьор, Грос се изявява и като сценарист и изпълнителен продуцент. Със заплата от 2-3 милиона $ на сезон, Грос се превръща в най-високо заплатения артист в Канада по това време.
След „Направление Юг“, Грос участва в друг успешен канадски сериал Slings and Arrows (2003-2006).
През 2008 продуцира, режисира и играе в главната роля във военния филм „Пашендейл“.
Освен актьор, Пол Грос се занимава успешно и с музика. Има издадени два албума — Two Houses (1997) и Love and Carnage (2001).

## Личен живот
От 1988 е женен за актрисата Марта Бърнс. Двамата имат две деца, Джак и Хана. Грос участва в много благотворителни акции и фондации за борба с детската бедност.

## Избрана филмография
- По пистите на Аспен (1993)
- Направление Юг (1994-1999) тв сериал
- Чистачите (2002)
- Великолепния Уилби (2004)
- Пашендейл (2008)
- Ийстуик (2009) тв сериал